# Слопаново
Слопаново (пол. Słopanowo) — село в Польщі, у гміні Обжицько Шамотульського повіту Великопольського воєводства.
Населення — 399 осіб (2011).
У 1975-1998 роках село належало до Познанського воєводства.

## Демографія
Демографічна структура станом на 31 березня 2011 року:
|          | Загалом | Допрацездатний вік | Працездатний вік | Постпрацездатний вік |
| -------- | ------- | ------------------ | ---------------- | -------------------- |
| Чоловіки | 197     | 36                 | 131              | 30                   |
| Жінки    | 202     | 55                 | 102              | 45                   |
| Разом    | 399     | 91                 | 233              | 75                   |